# Airdrieonians FC
Airdrieonians FC (offiziell: Airdrieonians Football Club) – auch bekannt als The Diamonds (wörtlich „die Karos“) – ist ein schottischer Fußballverein aus Airdrie, in North Lanarkshire gelegen. Der Klub spielt aktuell in der Scottish Championship, der zweithöchsten schottischen Spielklasse.

## Geschichte

### Vorgeschichte des (alten) Airdrieonians FC
Der „Airdrieonians FC“ wurde ursprünglich 1878 unter dem offiziellen Namen „Excelsior Football Club“ in North Lanarkshire ins Leben gerufen und nahm drei Jahre später die Bezeichnung „Airdrieonians Football Club“ an. Obwohl der Verein 16 Jahre nach seiner Gründung mit einer Teilnahme an der schottischen Football League wartete, sorgten sie 1886 als Regionalauswahl mit einem 10:2-Sieg für die höchste Heimniederlage in der Geschichte der Glasgow Rangers. Nach dem Beitritt an dem schottischen Ligabetrieb stieg der Verein 1903 in die erste Liga auf, in der der Verein 33 Jahre lang in Folge spielen sollte.
Seine erfolgreichste Zeit erlebte der Klub in den 1920er Jahren, als er zwischen 1923 und 1926 vier Vizemeisterschaften in Serie gewann. Im schottischen Pokal zog der Verein zudem viermalig ins Endspiel ein und konnte 1924 sogar nach einem 2:0-Endspielsieg gegen Hibernian Edinburgh den Titel gewinnen. Der Airdrieonians FC stand mehrfach im Halbfinale des schottischen Ligapokals und gewann darüber hinaus in der Saison 1970/71 in der ersten Runde des Texaco Cups im Elfmeterschießen gegen Nottingham Forest; im anschließenden Jahr folgte sogar eine Endspielteilnahme gegen Derby County. In der Saison 1992/93 nahm Airdrieonians – nach der vorangegangenen Finalteilnahme im schottischen Pokal (wo man den Glasgow Rangers unterlagen war) – am Europapokal der Pokalsieger teil und verlor in der ersten Runde gegen den tschechischen Vertreter Sparta Prag.
Am 1. Mai 2002 löste sich der Verein aufgrund der entstandenen Überschuldung auf. Das letzte Spiel gegen Ayr United musste dabei abgebrochen werden, nachdem Anhänger des Vereins den Platz gestürmt und dabei einen Torpfosten beschädigt hatten.

### Vorgeschichte des FC Clydebank
Die erste Geburt des FC Clydebank fand im Jahre 1914 statt. Der Verein spielte dann bis zu seiner Auflösung im Jahre 1931 in der schottischen Football League.
Im Jahre 1965 wurde der Verein nach vorherigem „Junior-“ wieder zurück in der „Senior-Status“ erhoben, nachdem er im Jahr zuvor vom „East Stirlingshire Football Club“ übernommen wurde und nach einer Fusion die Bezeichnung „ES Clydebank Football Club“ angenommen hatte. Diese Vereinigung sollte jedoch nicht lange bestehen bleiben und Anhänger von East Stirlingshire erwirkten vor Gericht, dass die Fusion wieder rückgängig gemacht wird. Nach einem Jahr in der „Combined Reserve League“ kehrte Clydebank 1966 wieder in die Football League zurück.
Bis zum Jahre 2002 summierten sich die Schulden des Vereins auf sechs Millionen Pfund und der Verein musste Bankrott anmelden.
Nach der Übernahme des Vereins durch Airdrie United formierte sich der Verein in der Saison 2002/03 mit der Hilfe seiner Anhänger neu und erhielt aus Airdrie die Zusage der Vereinsführung für die Nutzung der ursprünglichen Namensrechte an „Clydebank Football Club“. Im Jahr 2003 schloss sich der neue FC Clydebank dann der „Central District League (Second Division)“ in der „Scottish Junior Football Association“ an.

### Gründung von Airdrie United
Der Verein „Airdrie United“ entstand im Mai 2002 aus der Konkursmasse des Klubs „Airdrieonians FC“, der nach der Vizemeisterschaft in der First Division mit einem Schuldenstand von fast drei Millionen Pfund aufgelöst werden musste. Der Rückzug von Airdrieonians hinterließ einen freien Platz in der viertklassigen Third Division, aber die schottische Ligavereinigung Scottish Football League (SFL) nahm dafür den FC Gretna – und nicht den neuen Klub „Airdrie United“ – auf. Im folgenden Monat jedoch übernahm Airdries Vereinsvorsitzender Jim Ballantyne den finanziell kriselnden Drittligisten „FC Clydebank“ und ermöglichte somit, dass „Airdrie United“ dessen Platz einnehmen konnte. Formell hatte die SFL damit genehmigt, dass der FC Clydebank nach Airdrie umgezogen ist und seinen Namen in Airdrie United geändert hatte.
Airdrie United absolviert seine Heimspiele im Stadion „New Broomfield“, wie es von den Anhängern genannt wird, wobei die offizielle Bezeichnung „Shyberry Excelsior Stadium“ lautet. Die Heimspielstätte des aufgelösten Vereins Airdrieonians FC war zwischenzeitlich an die britische Handelskette Safeway verkauft worden, um an dieser Stelle einen Supermarkt zu errichten. Das alte Stadion wurde dann mehrere Jahre vor der Erteilung der Baugenehmigung für das neue Stadion abgerissen, was zur Folge hatte, dass das eingenommene Geld aus dem Verkauf anstatt zur Investition in den Bau des neuen Stadions im Laufe der Zeit verschwendet wurde. Dieser Umstand und die Entscheidung des Präsidiums, ein Stadion für über 10.000 Zuschauer errichten zu lassen und damit die Kriterien der Scottish Premier League (SPL) zu erfüllen, sorgten dann bei dem Verein, den in der Regel weniger als 2.000 Zuschauer besuchten, für eine immer größere Finanzlücke. Ironischerweise sind mittlerweile die Stadionvoraussetzungen der SPL – formuliert als „6.000 Zuschauer fassendes reines Sitzplatzstadion“ – deutlich niedriger, was damals vermutlich zum Überleben des Vereins unter einem niedrigeren Finanzierungsdruck des Stadionneubaus genügt hätte.

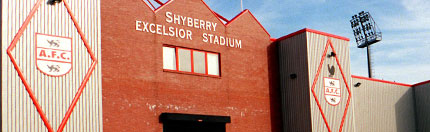
Haupteingang des neuen Stadions

Airdrie United übernahm die Vereinsfarben und den daraus entstandenen Spitznamen „The Diamonds“, der wiederum aus der Spielkleidung entstanden ist. Diese beinhaltet ein weißes Trikot mit einem roten, rautenförmig angeordneten Streifen, wobei der Begriff „Diamond“ im Englischen sowohl „Diamant“ als auch „Raute“ (bzw. „Rhombus“) bedeuten kann.
Einen ersten Erfolg konnte Airdrie United in der Saison 2003/04 mit dem Einzug ins Endspiel des Bells Challenge Cups – einem Pokalwettbewerb, an dem alle Vereine der Scottish Football League (also ohne die SPL-Klubs) – feiern, man jedoch mit 0:2 der Mannschaft von Inverness Caledonian Thistle unterlag. Ungleich wichtiger war aber der Aufstieg in dieser Saison, wobei zeitweilig mehr als 5.000 Zuschauer den Spielen beiwohnten.
Der Verein etablierte sich daraufhin in der zweiten Liga und konnte mit dem fünften Tabellenplatz im Jahre 2005 die Erwartungen mehr als erfüllen. Obwohl Airdrie United dann eine Reihe von Schlüsselspielern abgab, bewegte sich der Klub – entgegen vielen Prognosen von Experten – weit oberhalb der Abstiegszone und schloss die Spielzeit 2005/06 auf einer respektablen sechsten Position ab. 2006/07 wurden die Diamonds Vorletzter und stiegen in die Second Division ab. In der Saison 2007/08 wurde Airdrie Zweiter, schied aber in den Playoffs gegen Clyde aus. Nachdem finanziellen Kollaps von Gretna und dem anschließenden Ausschluss aus der Scottish Football League wurde Airdrie als Nachrücker allerdings dennoch ein Platz in der First Division zugesprochen.
2008/09 belegte der Verein erneut den vorletzten Platz der First Division und unterlag in den Playoffs Ayr United. Nachdem im Hinspiel ein 2:0-Vorsprung nach der ersten Halbzeit noch verspielt wurde – das Match endete 2:2 – ging das letzte Spiel mit 0:1 verloren. Airdrie United hätte damit erneut den Gang in die Second Division antreten müssen, der jedoch durch den Zwangsabstieg des FC Livingston verhindert werden konnte.

### Umbenennung in Airdrieonians FC
Im Juni 2013 erfolgte die Umbenennung in Airdrieonians FC.

## Erfolge
- Scottish League Challenge Cup: 2009, 2024

## Europapokalbilanz
| Saison  | Wettbewerb                  | Runde    | Gegner      | Gesamt | Hin     | Rück    |
| ------- | --------------------------- | -------- | ----------- | ------ | ------- | ------- |
| 1992/93 | Europapokal der Pokalsieger | 1. Runde | Sparta Prag | 1:3    | 0:1 (H) | 1:2 (A) |

Gesamtbilanz: 2 Spiele, 2 Niederlagen, 1:3 Tore (Tordifferenz −2)

## Spieler
- Hughie Gallacher (1921–1925)
- Graeme Holmes (2005–2008)